# 받아내림
수학에서 받아내림(borrow)은 뺄셈을 하는 과정에서 같은 열끼리 뺀 값이 음수일 때 바로 윗 열에서 10을 빌려주는 것을 뜻한다. 바로 윗 열의 수는 1 작아진다.
기본 열(10정수) 계산: 같은 열끼리 뺀 값은 0보다 작으므로 바로 윗 열(10정수×10)에서 10을 빌려 같은 열끼리 뺀 값에 10을 더한다.
바로 윗 열(10정수×10) 계산: 10정수×10을 빌려 작아지므로 같은 열끼리 뺀 값에 1을 뺀다.

## 같이 보기
- 받아올림